# Vista del pueblo (Bazille)
Vista del pueblo (en francés, La Vue de village) es uno de los cuadros más conocidos del pintor francés Frédéric Bazille, realizado en 1868 y conservado en el Museo Fabre de Montpellier.

## Historia
El cuadro, realizado en 1868, fue sorprendentemente aceptado en el Salón del año siguiente, a pesar del anterior notorio ostracismo del jurado. Aquí recibió elogios generales. La pintora Berthe Morisot, por ejemplo, señaló:

El gran Bazille [se refería a su estatura, medía 1,88 m] ha hecho una cosa que me gusta mucho. Es una chica con un vestido muy ligero a la sombra de un árbol detrás del cual se ve un pueblo. Hay mucha luz, de sol; intenta lo que hemos intentado muchas veces: poner una figura al aire libre; y esta vez me parece que ha tenido éxito.
Berthe Morisot

Por lo tanto, la obra gustó precisamente porque logró conciliar brillantemente el retrato con las necesidades de la pintura al aire libre. En la reseña de Duranty se lee: «Cada primavera, Monsieur Bazille regresa de las regiones del sur con cuadros de verano [...] llenos de verdor, de sol y de estructura sencilla». Igualmente entusiastas fueron las palabras del crítico Zacharie Astruc, quien reconoció el papel principal jugado por Bazille en la conquista de la "extraordinaria plenitud de la luz, [de] la particular impresión del plein air, [de] la potencia del día". Hoy la obra se exhibe en el museo Fabre de Montpellier, ciudad natal del pintor.

## Descripción
En esta obra maestra de la pintura preimpresionista, Bazille logra coronar su deseo de «pintar figuras al sol», ya madurado en diciembre de 1863, cinco años antes de la ejecución de la obra. En primer plano, sentada en el suelo fresco, está la hija del jardinero de los padres de Bazille, con las manos cruzadas sobre el regazo en el delicado acto de sostener unas florecillas. La muchacha dirige una mirada penetrante y severa al espectador, a pesar de la dulzura de sus facciones. Bazille describe hábilmente la sólida fisonomía de la joven, firme en su intención de «devolver a todo su peso y volumen, y no sólo pintar la apariencia de las cosas».
La muchacha posa a la sombra de un pino con su atuendo de domingo, sus mejores prendas; lleva un vestido de muselina blanca a rayas verticales rosas y grises. La cinta que recoge su cabello y el lazo del cinturón del vestido aportan con su color rojo un toque llamativo. Detrás de  ella se extiende el pueblo de Castelnau y el río Lez, en las afueras de Montpellier, donde los padres de Bazille pasaban magníficos veranos en su finca familiar: Bazille separa perfectamente el primer plano del segundo enmarcando este último con una cortina de árboles. El fondo arbóreo que rodea la colina, una solución claramente influenciada por la escuela de Barbizon, ofrece al espectador una comparación entre dos situaciones lumínicas diferentes: la del primer plano en sombra, suave y llena de color, y la que inunda el pueblo a pleno sol, que es más intensa, casi deslumbrante. Además, el pueblo está dominado por una fantasmagoría de azulejos naranjas (típicos del sur de Francia) y por el alto campanario románico de la iglesia de San Juan Bautista.
Distanciándose de sus colegas que se sometían completamente al plein air, Bazille recurre aquí a un procedimiento medio, con el dibujo rigurosamente realizado al aire libre pero posteriormente sometido a escuadrado, para facilitar su posterior traducción a la pintura. Además, contrariamente a lo que podría sugerir el título, aquí Bazille no se interesa tanto por el paisaje como por la figura del primer plano, que describe con inusitado detalle: Castelnau-le-Lez, por el contrario, está pintado con mayor espontaneidad y vivacidad, mostrando un preludio de futuros desarrollos impresionistas en el arte de Bazille interrumpidos por su prematura muerte (Bazille falleció con menos de treinta años durante la guerra franco-prusiana).